# Cantone di Meilhan-sur-Garonne
Il Cantone di Meilhan-sur-Garonne era una divisione amministrativa dell'arrondissement di Marmande.
È stato soppresso a seguito della riforma complessiva dei cantoni del 2014, che è entrata in vigore con le elezioni dipartimentali del 2015.
Comprendeva i comuni di:
- Cocumont
- Couthures-sur-Garonne
- Gaujac
- Jusix
- Marcellus
- Meilhan-sur-Garonne
- Montpouillan
- Saint-Sauveur-de-Meilhan